# Fundu Răcăciuni, Bacău
Fundu Răcăciuni (maghiară Külsőrekecsin) este un sat în comuna Răcăciuni din județul Bacău, Moldova, România.